# 石の宝殿
石の宝殿（いしのほうでん、石宝殿）は、人工的な巨石が残る遺跡などに付けられた名称。兵庫県と大阪府に5か所ある。

## 生石神社の「石の宝殿」
|                      |      |
|                      |      |
| シーボルト『NIPPON』 | 現在 |

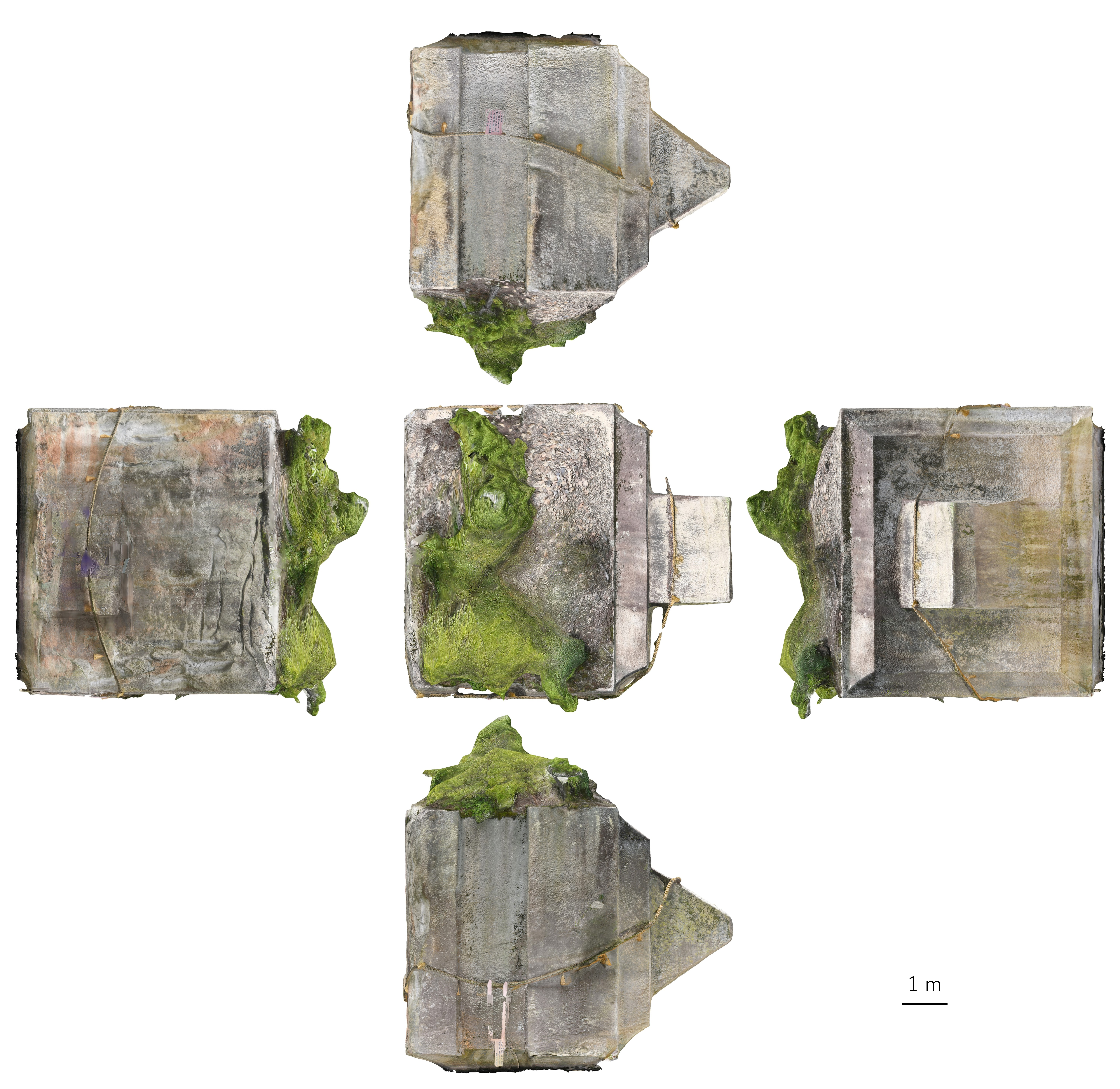
展開図

兵庫県高砂市・宝殿山山腹の生石神社に神体として祭られている巨石。鎮の石室（しずのいわや）、天の浮石（あめのうきいし）または単に浮石とも。
2014年（平成26年）10月6日に、約200m離れている竜山石採石遺跡とともに「石の宝殿及び竜山石採石遺跡（いしのほうでん および たつやまいしさいせきいせき）」として、他の史跡群とともに国の史跡に一括指定された。
この生石神社の石の宝殿と、宮城県鹽竈神社の塩竈、宮崎県霧島東神社飛地境内の天逆鉾を総称して、日本三奇と呼ぶ。

### 概要
幅6.4m、高さ5.7m、奥行き7.2m。重さは推定500トンを越える。竜山石として知られる流紋岩質のハイアロクラスタイト（水中自破砕溶岩）の岩山の中腹を削って作られており、三方を加工前の岩盤に囲まれている。
誰がいつ何の目的で作ったものであるのかは、学術的に判然としていない。謎を解明するため、高砂市教育委員会が、大手前大学史学研究所の協力で各種の調査に着手している。2005年から2006年にかけては、レーザーによる3次元計測を実施し、周囲の岩盤も含めた形状をくわしく調べた。

### 形状・特徴
主部は平たい2つの直方体を縦向きにして、ひとまわり小さな直方体を挟み込んだような形状であり、側面のひとつにピラミッドの頂上を切ったような形状の突起がある。後述の歴史的記述にもあるように、家を横倒しにしたような全容をしている。また背面中央に四角錐を切断した形の突起があり、旧型のブラウン管テレビ（電子銃の部分が本来の筐体からはみ出している）に似ていると言われている（上のシーボルトのスケッチ2枚目を参照）。
下部の岩盤は大きくくぼんでおり、池になっている。社伝によれば、この池は旱魃の際にも枯れず、水位は海の潮位と連動するとされる。「浮石」と呼ばれるゆえんは、わずかにつながった底部中央の支柱状の部分が巨石自体の死角になり、巨石が池の上空に浮かんでいるように見えるためである。
岩の上部には、加工当時にはなかったとみられる多くの雑木が生えている。

### 周辺
周囲の岩盤と巨石との間は大人が1人通れる程度の幅の通路があり、周回が可能である（拝観料が必要）。また宝殿山の頂上（大正天皇行幸の碑が建つ）への歩道（拝観料不要）は石の宝殿の横にあり、ここに登れば上部から全容をのぞき見ることができる。

### 伝説
生石神社の社伝に、大穴牟遅神と少毘古那神の二神による伝説が伝えられている。二神が出雲国から播磨国に来た際、石造の宮殿を建てようとして一夜のうちに現在の形まで造ったが、途中で播磨の土着の神の反乱が起こり、宮殿造営を止めて反乱を鎮圧している間に夜が明けてしまい、宮殿は横倒しのまま起こすことができなかった。しかし二神は、宮殿が未完成でもここに鎮まり国土を守ることを誓った、というものである。
南北朝時代の地誌『峯相記』では、単純に「天人が石で社を作ろうとしたが、夜明けまでに押し起こすことができずに帰っていった」と解説されている。
一方、713年から717年頃の成立とされる『播磨國風土記』の印南郡大國里條にある記述には、

「原南有作石 形如屋 長二丈 廣一丈五尺 高亦如之 名號曰 大石 傳云 聖徳王御世 厩戸 弓削大連 守屋 所造之石也」

書き下し：原の南に作り石あり。形、屋の如し。長さ二丈（つえ）、廣さ一丈五尺（さか、尺または咫）、高さもかくの如し。名號を大石といふ。傳へていへらく、聖徳の王の御世、弓削の大連（ゆげのおおむらじ）の造れる石なり。

とある。「聖徳の王」は聖徳太子、「弓削の大連」は物部守屋と考えられているが、聖徳太子が摂政であった時代には物部守屋はすでに死亡していた（日本書紀による）と伝えられているため、この記述は矛盾をはらんでいるとされる。

### エピソード
幕末にシーボルトが訪れ、詳細な3枚のスケッチを残している。この絵は著書『NIPPON』の第一冊目に収録されている。
松本清張は著書『火の路』において、奈良県橿原市の巨石・益田岩船との関連を指摘している。石の宝殿は、古墳用のつくりかけの石室であったというこの説は現在、有力視されている。

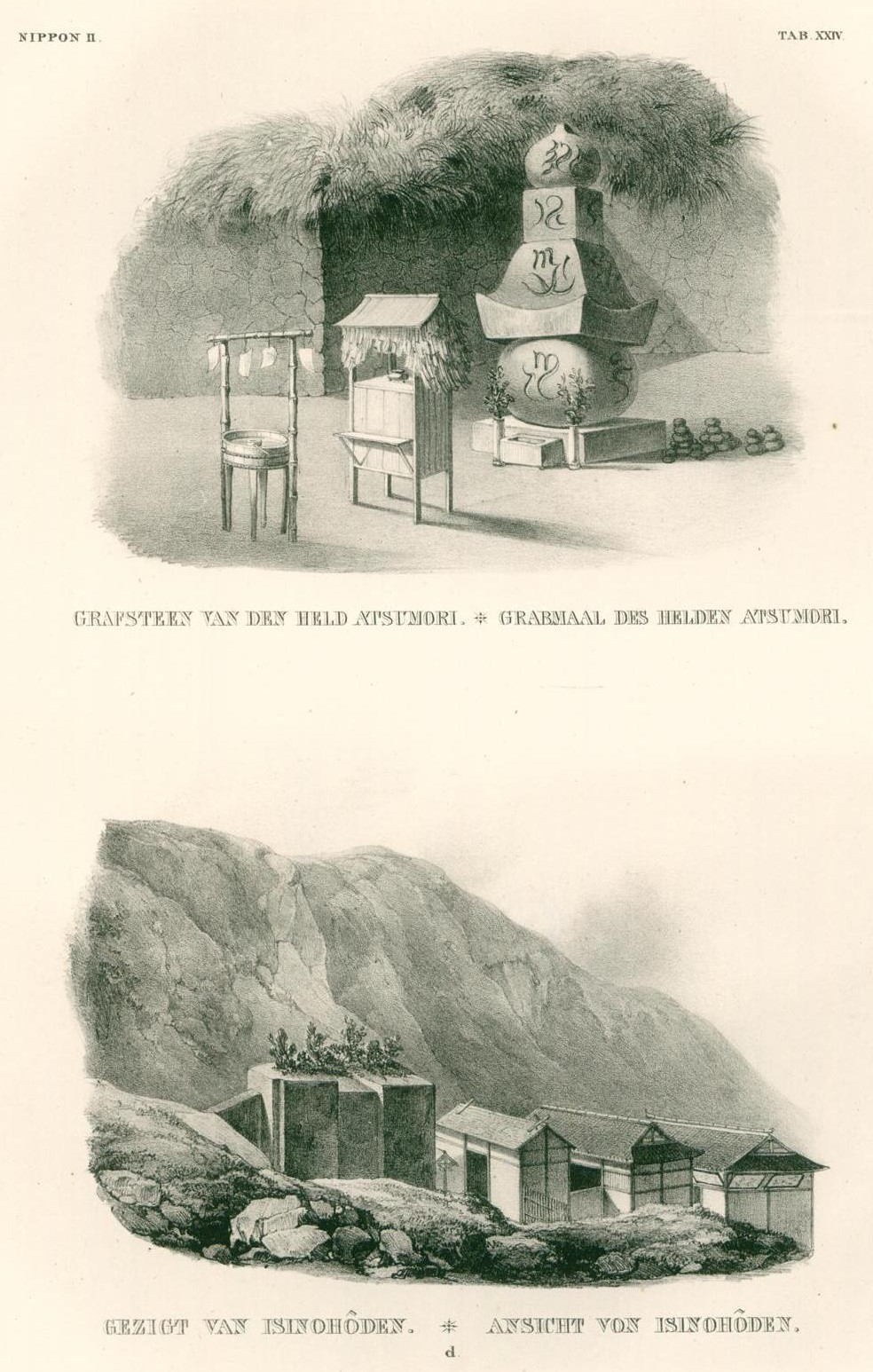
石の宝殿と平敦盛の墓（シーボルト画）

### アクセス
- 鉄道 - JR神戸線（山陽本線）宝殿駅下車。京都・大阪方面から新快速利用の場合は、加古川駅で普通列車に乗り換える。
宝殿駅南口から南西に約1.5km。
徒歩25分、またはじょうとんバス（高砂市コミュニティバス）11系統・12系統「ふれあいの郷生石」方面行きの終点下車後徒歩5分。
- 自動車 - 加古川バイパスの加古川西ランプを降り、県道43号、国道2号を案内看板に従って進行。神戸・大阪方面からは高砂北ランプの利用が簡便であり、公式に推奨されている[10]。
名神高速からは西宮IC経由で阪神高速3号神戸線に乗り換え、道なりに直進。そのまま第二神明道路および加古川バイパスを利用する形となる。

## 六甲山の石宝殿
六甲山の石宝殿は六甲山頂から東に1kmの峰の上にあり、1613年（慶長18年）に西宮の氏子により建立された。分水嶺上で、建立以前から霊場として修験道場であったようで、近世以降は雨乞いの場でもあった。現在も神社として機能している。

## 石宝殿古墳
大阪府寝屋川市の打上神社（高良神社）裏山にある古墳のこと。露出した石室から石宝殿古墳と呼ばれ、国の史跡に指定されている。

## 金剛山の石宝殿
金剛山の石宝殿について。

## 葛城山の石宝殿
葛城山の石宝殿について。